# Holcojoppa
Holcojoppa is een geslacht van insecten uit de orde vliesvleugeligen (Hymenoptera) en de familie Ichneumonidae.

## Soorten
- H. basalis (Morley, 1915)
- H. bicolor (Radoszkowski, 1887)
- H. coelopyga (Morley, 1915)
- H. formosana (Matsumura, 1912)
- H. heinrichi (Uchida, 1940)
- H. mactator (Tosquinet, 1889)
- H. orientalis (Kriechbaumer, 1898)
- H. pyrina Townes, Townes & Gupta, 1961
- H. tricephala (Uchida, 1940)